# Altmann (Préalpes appenzelloises)
Pour les articles homonymes, voir Altmann.
L'Altmann est une montagne calcaire de la chaîne de l'Alpstein en Suisse.

## Toponymie
Le nom Altmann vient du romain Altus Mons, ce qui veut dire « haute montagne », qui a évolué au cours du temps vers Altmon puis Altmann.

## Géographie

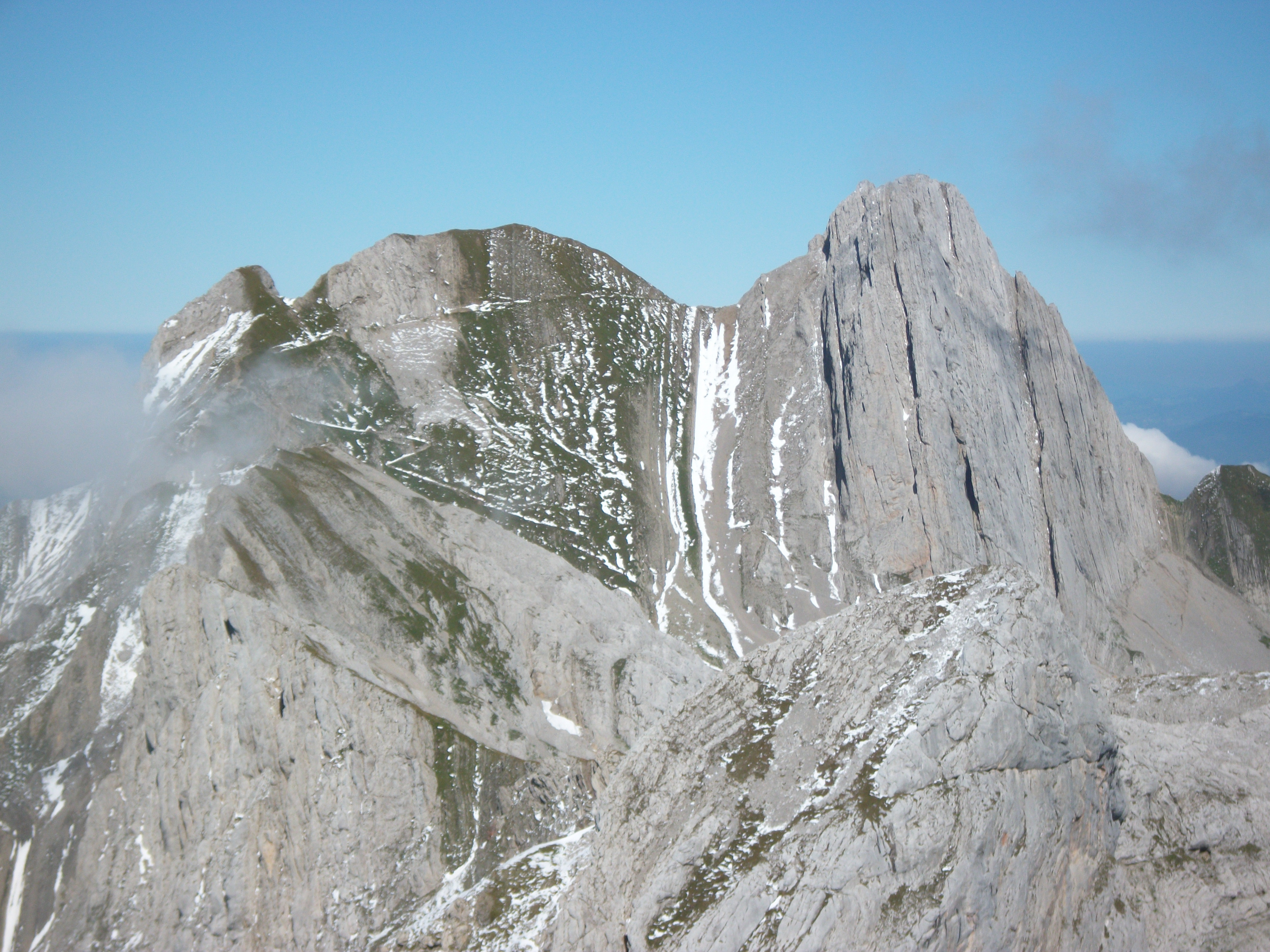
Vue sur la face sud depuis le Schafberg, au centre, le col de l'Altmann (Altmannsattel)

Avec ses 2 435 m d'altitude, il s'agit du second plus haut sommet de cette chaîne, derrière le Säntis. Elle se situe à la frontière des cantons Appenzell Rhodes-Intérieures et de Saint-Gall.
De par sa situation très exposée, la vue depuis le sommet est grandiose. Elle s'étend du Bodensee, par l'Appenzell, la vallée du Rhin, les Alpes glaronaises et grisonnes, jusqu'aux Alpes bernoises. La vue s'étend en Allemagne, Autriche et Luxembourg, ainsi que la majeure partie du Plateau suisse.

## Ascension

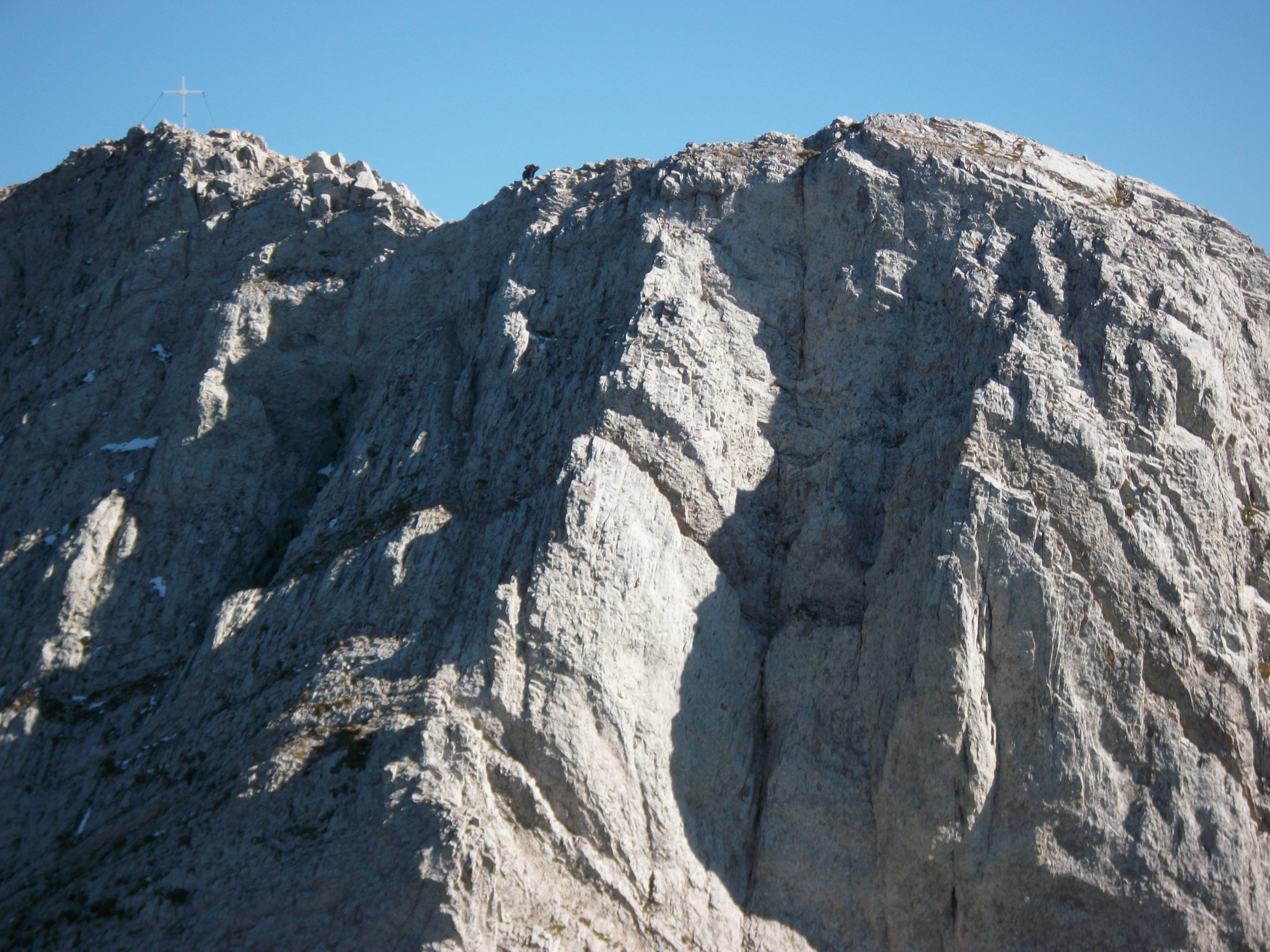
La voie normale depuis l'Altmannsattel jusqu'au sommet (voie au centre gauche de l'image)

La date de première ascension n'est pas connue. Il est néanmoins fort probable que cette montagne a été gravie par des chasseurs depuis longtemps.
L'Altmann peut être atteint depuis le Säntis via le Lisengrat et la Rotsteinpass, tout comme depuis le Zwinglipass. L'accès au sommet proprement dit, c'est-à-dire la croix, se fait par un chemin alpin nécessitant une escalade facile IIe degré. Le chemin est néanmoins sécurisé par des mains courantes.
L'Altmann est un objectif classique d'escalade. Les premières voies passaient par les cheminées de la face sud, avant que les grimpeurs ne s'attaquent aux faces est et ouest. Il y a eu énormément de premières pendant les années 1980, jusqu'au VIIIe degré dans la face sud.